# بلنکویه (استان بلگورود)
بلنکویه (انگلیسی: Belenkoye, Belgorod Oblast) یک شهرک در بخش بوریسوفسکی استان بلگورود کشور روسیه است.